# Aelurillus monardi
Aelurillus monardi es una especie de araña araneomorfa del género Aelurillus, tribu Aelurillini, familia Salticidae.

## Taxonomía
La especie fue descrita científicamente por Lucas en 1846. Neótipo de Aelurillus monardi  en Argelia, Wilaya de Biskra, Tolga, 125 m.s.n.m., en hojarasca y entre gramíneas en un palmeral, 10 de abril de 1982.

## Descripción
La longitud del prosoma del macho mide 2,7 milímetros. La longitud del cuerpo del macho es de 4,2-4,8 milímetros y de la hembra 6,4-6,8 milímetros.

## Distribución
La especie se distribuye por el Mediterráneo (Argeria y Tunisia).